# Premio Dos Passos a la Primera Novela
El Premio Dos Passos a la Primera Novela estuvo convocado por la agencia literaria Dos Passos, la editorial Galaxia Gutenberg y la promotora cultural Ámbito Cultural de El Corte Inglés. 
El objetivo del Premio Dos Passos a la Primera Novela fue descubrir nuevas voces de la narrativa en lengua castellana en las que prime la calidad literaria. El premio estuvo abierto a la participación de autores de todas las nacionalidades siempre que lo hagan con obras rigurosamente inéditas y en lengua castellana.
El premio consistió en la publicación de la novela a cargo de la editorial Galaxia Gutenberg y en una dotación económica de 12.000 €. Asimismo, el autor pasaba a ser representado por Dos Passos Agencia Literaria y Comunicación. 
El jurado del Premio estuvo compuesto por personas de reconocido prestigio en el ámbito cultural y se da a conocer junto con el fallo. En las dos últimas ediciones, 2016 y 2017, formaron parte del jurado: Pilar Adón, Marcos Giralt Torrente, Manuel Longares, Fernando Marías Amondo, Inés Martín Rodrigo, Clara Sánchez (escritora) y Santos Sanz Villanueva.
En apenas tres ediciones, el premio se consolidó como el más importante en lengua castellana para un autor novel. En su primera edición se recibieron 1086 originales procedentes de España y Latinoamérica.

## Ganadores
- 2014 Roberto Wong, por París, D. F.
- 2015 Daniel Jiménez, por Cocaína
- 2016 Toni Quero, por Párpados
- 2017 Patricia Esteban Erlés, por Las madres negras